# Biên thành Tripolitanus

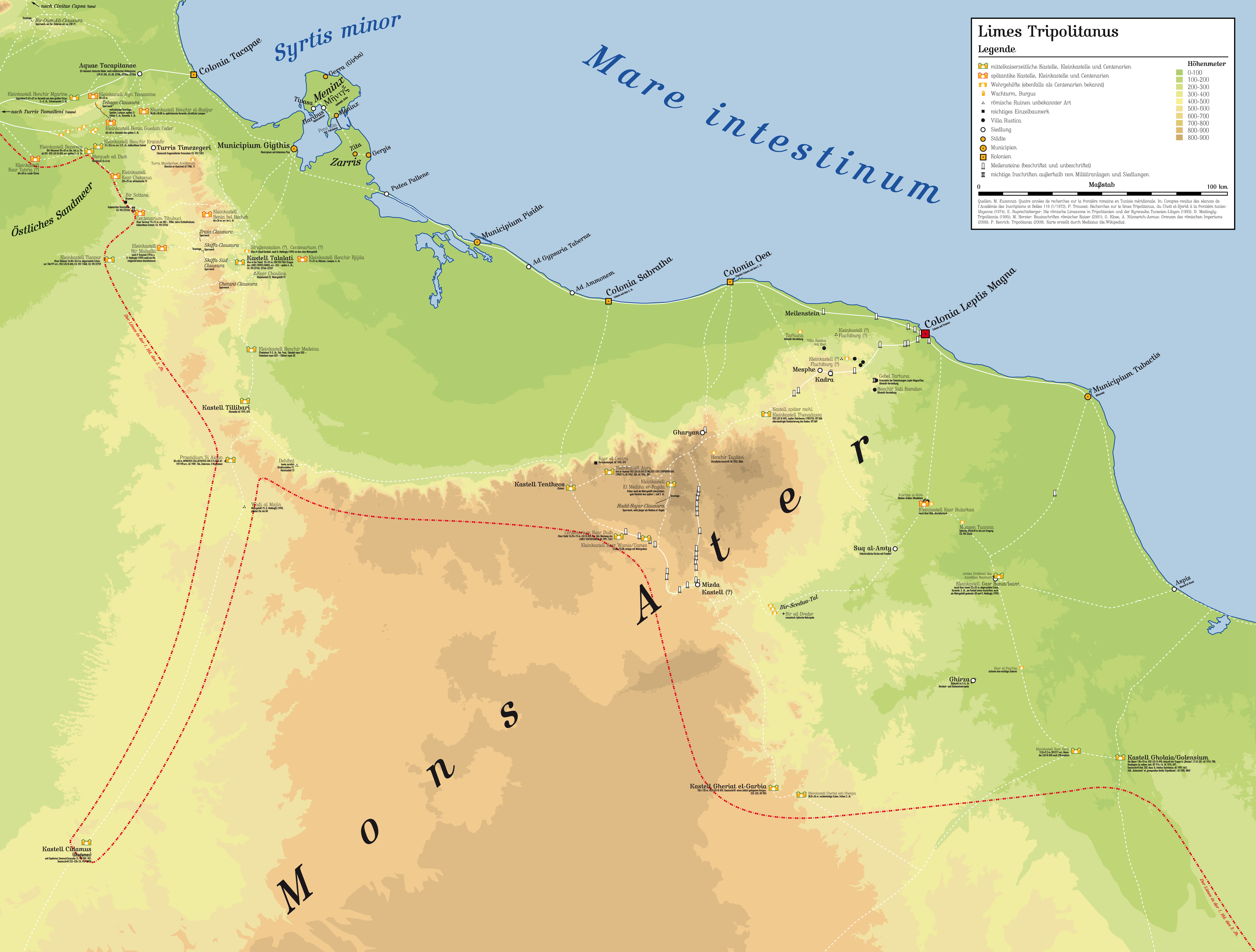
Bản đồ ranh giới biên thành Tripolitanus

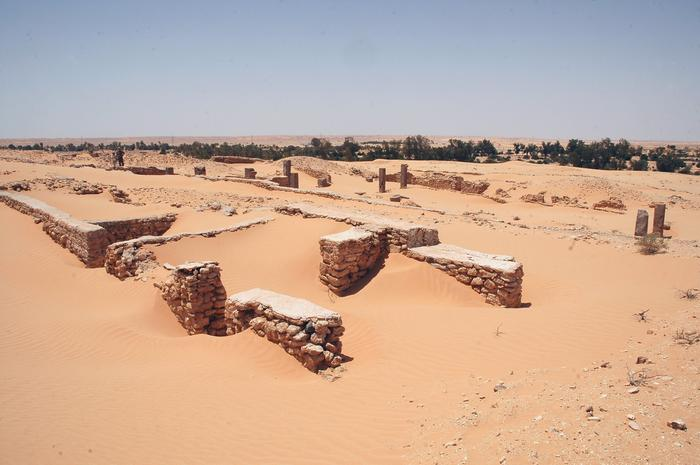
Hình ảnh của pháo đài La Mã Golaia (ngày nay là Bu Njem) thuộc biên thành Tripolitanus

Biên thành Tripolitanus là ranh giới quốc phòng của Đế quốc La Mã được xây dựng ở phía nam của đế quốc, ngày nay nằm ở Tunisia và phía tây bắc Libya. Nó chủ yếu được sử dụng như một bảo vệ cho các thành phố của Tripolitania là Leptis Magna, Sabratha và Oea của La Mã Libya.

## Lịch sử
Biên thành này được xây dựng vào hậu Augustus. Nó liên quan chủ yếu đến mối đe dọa từ nền văn minh Garamantes. Septimius Flaccus vào năm 50 sau Công nguyên đã thực hiện một cuộc thám hiểm quân sự đến Fezzan và xa hơn về phía nam.
Người La Mã đã không chinh phục được Garamantes vì bị cám dỗ bằng lợi ích thương mại và đứng trước nhiều mối đe dọa chiến tranh khác. Garamantes cuối cùng tiến ra bờ biển vào năm 69 sau Công nguyên, khi họ tham gia với người dân Oea (Tripoli hiện đại) trong trận chiến chống lại Leptis Magna. Để bảo vệ các thành phố chính của La Mã ở Tripolitania (Oea, Sabratha và Leptis Magna), họ đã can thiệp và hành quân về phía nam. Theo Edward Bovill, tác giả của cuốn sách "Thương mại vàng của người Moor", chiến dịch này đã đánh dấu việc lần đầu tiên người La Mã ở Sahara sử dụng lạc đà, điều này đã cho người Garamantes thấy rằng, lợi thế của họ trong chiến tranh trên sa mạc không còn nữa. Sau đó, Garamantes bắt đầu trở thành một khách hàng của La Mã, nhưng những người du mục luôn là mối đe dọa tiềm ẩn cho khu vực màu mỡ của vùng Tripolitania ven biển. Bởi vì điều này mà người La Mã này đã cho xây dựng biên thành Tripolitanus.
Pháo đài đầu tiên hình thành biên thành được xây dựng tại Thiges để bảo vệ khỏi các cuộc tấn công của dân du mục vào năm 75 sau Công nguyên. Nó được mở rộng dưới thời hoàng đế Hadrian và Septimius Severus, đặc biệt là dưới sự chỉ đạo của tướng Quintus Anicius Faustus vào năm 197-201 sau Công nguyên. Anicius Faustus được bổ nhiệm làm Legatus của Quân đoàn Augusta III và xây dựng nhiều pháo đài phòng thủ của biên thành Tripolitanus tại Tripolitania, trong đó Garbia và Golaia(bây giờ là Bu Ngem) để bảo vệ các tỉnh từ các cuộc tấn công của các bộ lạc du mục. Ông hoàn thành nhiệm vụ của mình một cách nhanh chóng và thành công. Kết quả là thành phố La Mã Gaerisa (ngày nay là Ghirza), nằm cách xa bờ biển và phía nam Leptis Magna, phát triển nhanh chóng trong một khu vực đất nông nghiệp màu mỡ và Ghirza trở thành một "thị trấn phát đạt" sau năm 200 sau Công nguyên, khi hoàng đế La Mã Septimius Severus (sinh ra ở Leptis Magna) đã cơ cấu biên thành Tripolitanus.